# Сычевка (Ростовская область)
Сычевка — хутор в Кашарском районе Ростовской области.
Входит в состав Индустриального сельского поселения.

## Население
| 2010 |
| ---- |
| 139  |

## Улицы
| - ул. Верхняя, - ул. Нижняя, | - ул. Новая, - ул. Средняя. |